# 쇼스트카

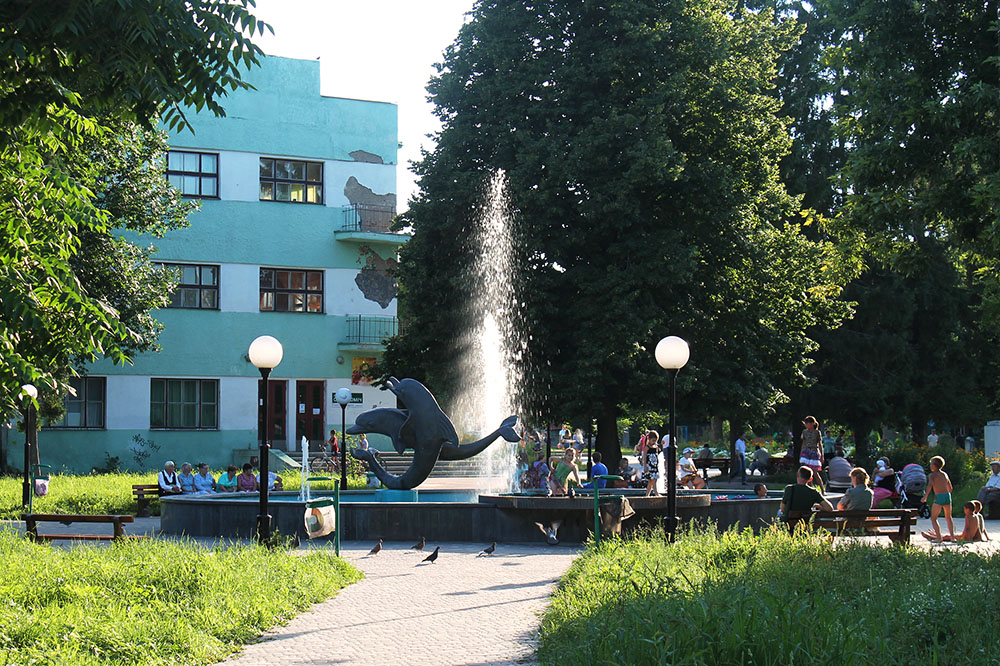

쇼스트카(우크라이나어: Шостка)는 우크라이나 수미주에 위치한 도시로, 쇼스트카군의 행정 중심지이다. 2022년 추산 인구는 71,966명이다. 데스나강의 지류인 쇼스트카강 옆에 위치하며 이 강에서 도시 이름이 유래한다. 화학 및 낙농 산업이 발달해 있다.